# Eendragtpolder (Terneuzen)
De Eendragtpolder is een polder ten noorden van Zaamslag in de Nederlandse provincie Zeeland. De polder behoort tot de Zaamslagpolders.
In 1775 werden de schorren ten noorden van de Groote Huissenspolder opgemeten compiterende de Hoog Ed. Heeren en Vrouwen van Zaamslag. Er werd, na ter plaatse geweest visiteren, een nieuwe zeedijk geprojecteerd. In 1777 werd toestemming tot inpoldering verleend, maar de werkzaamheden namen tijd in beslag, daar 20 kleien geulen moesten worden afgedamd. In 1779 was de bedijking gereed en ontstond een polder van 227 ha.
Op 15 januari 1808, tijdens een stormvloed, brak de dijk door, waarop een klein deel van de polder buitengedijkt werd. In 1813 werd -ter verhoging van de veiligheid- nog een dwarsdijk, het Franse dijkje genaamd, aangelegd waarmee een klein deel van de polder werd afgesneden. Dit zou de Kleine Eendragtpolder worden.
De polder is niet meer overstroomd, maar oeverafschuivingen traden, vanaf 1831, regelmatig op. Vanaf 1846 traden ook dijkvallen op. Een van de oeverafschuivingen, namelijk die van 1878, was op een na de grootste die ooit in Zeeland was waargenomen. Meer dan 1 miljoen m3 grond verdween toen in de Westerschelde.
De Eendragtpolder heeft een zeewerende dijk van ongeveer 3 km lengte. De buurtschap Eendragt ligt in deze polder. Nabij de Eendragtpolder ligt het natuurgebied de Platen van Hulst. 